# El Ménia (distrito)
El Ménia é um distrito localizado na província de Ghardaïa, Argélia, e cuja capital é a cidade de mesmo nome, El Ménia. A população total do distrito era de 51 383 habitantes, em 2005.[carece de fontes?]

## Municípios
O distrito é composto por dois municípios:
- El Ménia
- Hassi Gara